# Creatividad artificial
La creatividad artificial es una rama de la inteligencia artificial, la cual está centrada en la habilidad de distintos programas informáticos para crear imágenes u otro contenido creativo audiovisual, como música, cómics e incluso textos, a partir de una búsqueda de diferentes palabras clave por parte del usuario.

## Aprendizaje
Esta rama aprende y recopila a través de la biblioteca virtual que es Google, tomando como referencia un texto que le da un humano, una imagen de partida, o a veces ambas cosas, y se pone a identificar entre sus referencias imágenes que encajan con esas peticiones, para después fusionar o transformar diversas imágenes.
Si bien con todas las aplicaciones existentes, (Dall-e, Midjourney y Stable Diffusion) las principales diferencia de las tres aplicaciones más conocidas del mercado son sus enfoques en quanto a los resultados, mientras en Dall-e se predominan las imágenes realistas, en Midjourney se apuesta por imágenes de corte más creativo (como el premio que ganó en un concurso de arte digital) y Stable Diffusion profundiza más en los detalles.
La calidad de los resultados depende del nivel de datasets que son la materia prima de cualquier sistema de predicción. Son los datos históricos utilizados para entrenar al sistema que detecta los patrones, y se compone de instancias, características o propiedades.

## Historia
La inteligencia artificial está cada vez más presente en la sociedad, teniendo actualmente numerosas herramientas y soportes para poder desarrollar y aportar al ser humano el sistema avanzado de las máquinas inteligentes. La creatividad dentro de la IA es un debate que está en boca de todos, habiendo opiniones a favor o en contra de esta.
La primera pintura creada por inteligencia artificial fue en el año 2018, la cual se subastó en Internet y finalmente se vendió por 432.500 dólares a una persona francesa. La puja duró únicamente 6 minutos, estimando al principio que el valor de la venta sería de 10.000 dólares, pero subió 10 veces más de lo previsto. La pieza artística vendida fue “El retrato de Edmond Belamy”, subastado por Christie’s un colectivo francés, el cual estaba detrás de esta acción.
El autor de este cuadro fue: Min (G) max (D) Ex [log (D (x))] + Ez [log (1-D (G (z)))]. Como se puede observar en la imagen, su nombre está puesto en la esquina inferior derecha del cuadro.
La llegada de Open AI, (compañía fundada mayormente por Elon Musk y Sam Altman con el objetivo de democratizar y eliminar las preocupaciones sobre el riesgo existencial de la inteligencia artificial) provoca un renovado interés en torno a este concepto, con la presentación de Dall-e en enero del 2021.

## Implementación en el mundo laboral
El primer sitio en el que se ha empezado a usar Dall-e 2 y, en general, la ''creatividad artificial'' como herramienta laboral ha sido la revista femenina Cosmopolitan, que el 21 de junio del 2022 publicó la primera portada hecha enteramente con inteligencia artificial, eso sí, con las palabras dadas por la artista digital Karen X Cheng que fueron:
‘’A wide angle shot from below of a female astronaut with an athletic feminine body walking with swagger towards camera on mars in an infinite universe,synthwave digital art’’
qué traducido sería:

''Una toma de gran angular desde abajo de una mujer astronauta con un cuerpo femenino atlético caminando con arrogancia hacia la camera en Marte en un universo infinito, arte digital de onda sintética''

Según Cheng,
«Para algo como esto, hubo una tonelada de participación humana y toma de decisiones. Si bien cada intento tarda solo 20 segundos en generarse, lleva cientos de intentos. Horas y horas de generación y refinamiento antes de obtener la imagen perfecta. Sin mencionar muchas llamadas de Zoom, correos electrónicos, hilos de mensajes de texto para intercambiar ideas.»
En relación con el dilema de sí por culpa de dichas aplicaciones, la gente que forme parte del sector creativo perdería sus trabajos, dijo lo siguiente:
«Creo que la reacción natural es temer que la IA reemplace a los artistas humanos. Ciertamente, ese pensamiento cruzó por mi mente, especialmente al principio. Pero cuanto más uso @openaidalle, menos lo veo como un reemplazo para los humanos, y más lo veo como una herramienta para que los humanos usen, un instrumento para tocar.»
Si bien en otros medios la creatividad artificial todavía no ha sido implementada con todo su potencial, se han publicado 4 cómics creados o ayudados por la inteligencia artificial (todos ellos hechos a través de Midjourney):
- Summer Island, 22 de agosto
- The Bestiary Chronicles, 3 de noviembre
- Gatas[8]
- Zarya of the Dawn

## Copyright
La aparición de esta rama de la inteligencia artificial ha provocado un debate en torno a si una pieza artística creada por inteligencia artificial puede tener copyright o no. Esto se debe a que hay personas que argumentan que al estar generada por una máquina y no por un humano no se le puede otorgar ese derecho. No obstante, otra gran parte de la población, afirma que al igual que los artistas de carne y hueso, las máquinas sí que tienen que tener copyright.
En el 2022, la Oficina de Derechos de Autor de Estados Unidos otorgó el primer copyright de la historia a una pieza artística generada por inteligencia artificial con ayuda de la artista neoyorkina Kris Kashtanova. Este organismo, cada vez está más concienciado en que hay que otorgar la misma importancia a piezas artísticas creadas por humanos que por máquinas.
El primer copyright pertenece al cómic "Zarya of the Dawn", al ser una ilustración realizada por inteligencia artificial con ayuda de un ser humano y aportando las ideas. Estados Unidos afirma que solamente se dará copyright a aquellas piezas que estén realizadas por IA, pero sustentadas y con un aporte de ser humano en su producción.
Hoy en día hay numerosas herramientas web que generan de manera automática imágenes y piezas artísticas en cuestión de segundos, como por ejemplo DALL-E 2. Los artistas están cada vez más familiarizados con estos programas y hay un número muy elevado que los usan cada vez más. A medida que se va aumentando esto, la Oficina de Derechos de Autor está teniendo más en cuenta el copyright de dichas imágenes.

La artista Kris Kashtanova dijo:
"Intenté argumentar que sí tenemos derechos de autor cuando hacemos algo usando IA. Lo registré como obra de artes visuales. Mi certificado está en el correo y hoy recibí el número y una confirmación de que fue aprobado", explica la artista. "Mi amigo abogado me dio la idea y decidí sentar un precedente", añade.

## Impacto en el sector artístico
La implementación de esta tecnología en el sector artístico ha generado un debate entre los artistas, ya que hay opiniones a favor de la inteligencia artificial y otras en contra. Muchos afirman que la inteligencia artificial, al estar compuesta por algoritmos y sistemas programáticos, no desarrollan la creatividad por sí mismos, por lo que no se puede considerar arte. Los artistas se sienten coaccionados y “aterrados” por lo que pueda pasar en un futuro, sobre todo, por el posible caso de que no se necesiten los servicios de los artistas. Por otro lado, muchos otros, afirman que la inteligencia artificial es una herramienta más para poder desarrollar de una forma más sistemática y eficaz las piezas artísticas. Sobre todo, muchos defienden que al estar programado, la función que hace la máquina se la han “enseñado” los propios artistas, por lo que simplemente representan lo que el artista quiere. Por lo tanto, los que están en contra de estas máquinas, afirman que el verdadero arte no es la propia inteligencia artificial, sino la mano de obra humana que hay detrás, es decir, aquellos que han realizado los algoritmos.

Según Allen, presidente de una empresa de juegos de mesa llamada Incarnate Games, aseguró que las personas solamente están juzgando el arte por el método en el que se ha hecho, pero que con el paso del tiempo, todo el mundo reconocerá esta nueva herramienta y que con ella se puede realizar verdadero arte, y, que incluso, será una nueva categoría de arte. Allen comentó:
“¿… qué pasa si un artista hizo una serie de restricciones salvajemente difíciles y complicadas con el fin de crear una pieza, digamos, que hicieron su arte mientras colgaban boca abajo o eran azotados mientras pintaban? ¿Debe evaluarse la obra de este artista de forma diferente a la de otro que haya creado la misma obra ‘normalmente’?

## Creatividad artificial según el cine
- En la película ''Yo, robot'' (2004) el detective Del Spooner (Will Smith) es testigo de cómo el robot Sonny (Alan Tudyk) dibuja con todo lujo de detalles y a una velocidad imposible para el ser humano, un sueño que el androide tuvo ubicado en el lago Míchigan donde se puede ver un puente medio derruido y un ejército de robots siguiendo a su ''líder''.
- En la película de Pixar ‘’WALL-E’’ (2008) el personaje, un robot que recoge la basura en un mundo posapocalíptico y abandonado, crea pequeñas obras de arte o objetos con la basura recogida